# História dos judeus na Europa

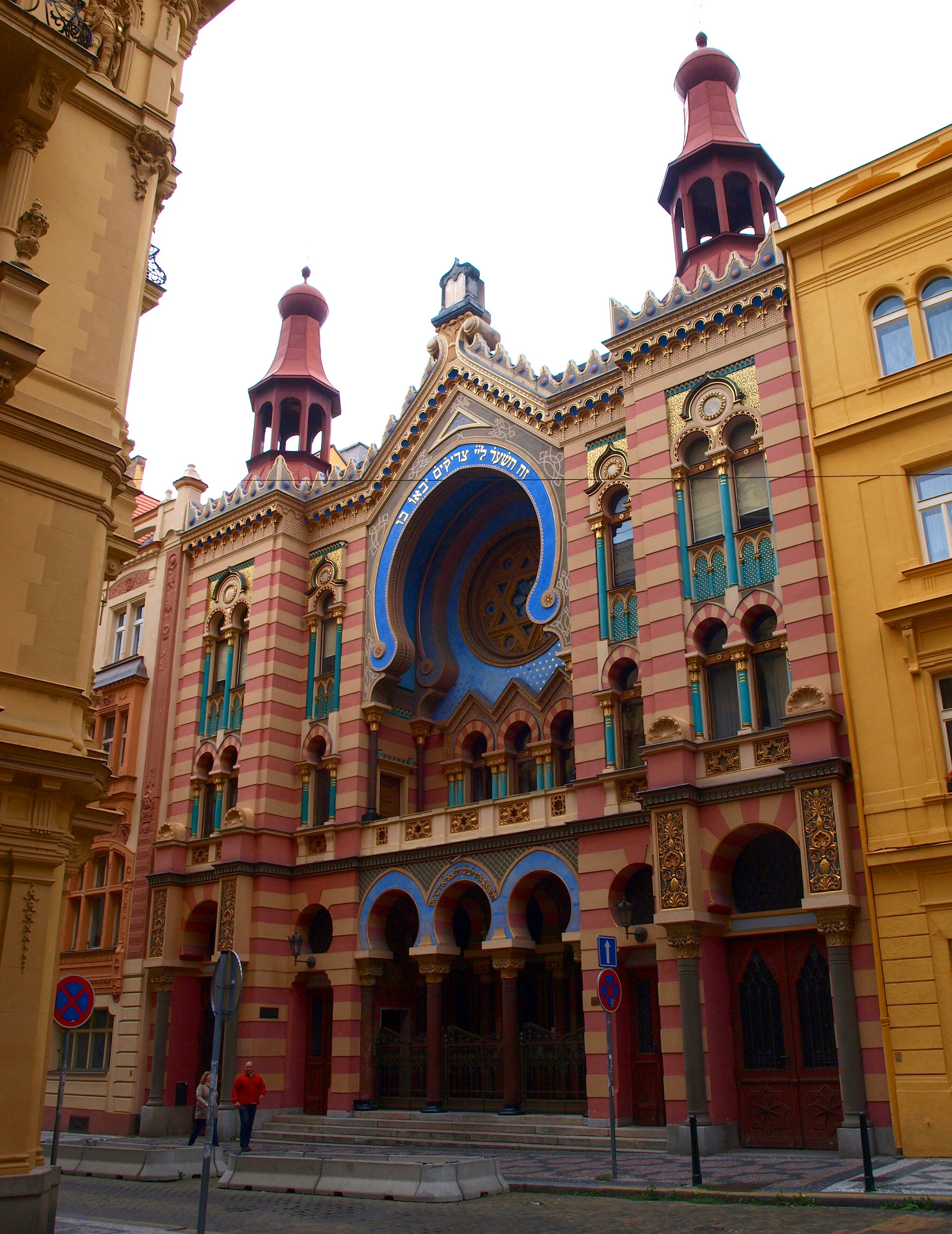
Sinagoga

A história dos judeus na Europa abrange um período de mais de dois mil anos. Alguns judeus, uma tribo israelita do Levante, migraram para a Europa pouco antes da ascensão do Império Romano. Um evento notável na história dos judeus no Império Romano foi a conquista de Pompeu do Oriente a partir de 63 a.C., embora os judeus alexandrinos tivessem migrado para Roma antes deste evento.
Estima-se que a população judaica antes da Segunda Guerra Mundial é estimada em cerca de 9 milhões, ou 57% dos judeus em todo o mundo. Cerca de 6 milhões de judeus foram mortos no Holocausto, que foi seguido pela emigração de grande parte da população sobrevivente.